# Наместников, Евгений Юрьевич
Евге́ний Ю́рьевич Наме́стников (род. 9 октября 1971 года) — советский и российский хоккеист, хоккейный тренер.

## Карьера
Воспитанник нижегородского хоккея. Первым тренером Евгения в школе «автозаводского» клуба был Игорь Чистовский. В 1989 году Наместников попал в состав сборной СССР для игроков не старше 18 лет на Чемпионат Европы, который проводился в Киеве. С чемпионата Евгений привёз золото.
В чемпионате СССР в составе «Торпедо» провёл 63 игры. Привлекался в молодёжную сборную СССР в составе которой дважды (1990, 1991) становился вице-чемпионом мира.
В 1991 году перешёл в ЦСКА, потерявший основных игроков. В сезоне 1991/92 становится вице-чемпионом страны.
В 1993 году выехал за океан. За восемь сезонов провёл 45 игр в командах НХЛ. Основная часть заокеанской карьеры прошла в АХЛ.
В 2001 году вернулся в Россию. За пять сезонов в Суперлиге провёл 205 игр.

## Тренерская карьера
В мае 2007 года Наместников снова оказался в ЦСКА, на этот раз на должности тренера. Он вошёл в штаб молодежной команды армейцев и проработал в нём четыре сезона.
В декабре 2010 года Наместников возглавил молодежную команду, когда Вячеслав Буцаев был переведен в основную команду.
В апреле 2011 году в качестве старшего тренера «Красной Армии» он выиграл Кубок Харламова.
Начиная с сезона 2011—2012, Евгений Наместников входил в тренерский штаб ЦСКА.
С 2013 года работал в ХК «Атлант», где работал помощником Алексея Кудашова.
В 2015 году вместе с Кудашовым перешёл в ярославский «Локомотив».

## Семья
Старший брат Олег также хоккеист и тренер.
Жена Марина, сестра Вячеслава Козлова. Сын Владислав (род. 1992) в 2011 году был выбран на драфте НХЛ в первом раунде клубом «Тампа-Бэй Лайтнинг», сыграл в НХЛ более 600 матчей. Младший сын Максим — хоккеист в североамериканских лигах.